# Inge Gürtzig
Inge Gürtzig (* 7. September 1935 in Rostock; † 2020 in Berlin) war eine deutsche Illustratorin, Grafikerin, Comiczeichnerin, Karikaturistin und Kinderbuchautorin.

## Leben und Werk
Inge Gürtzig studierte zunächst an der Fachschule für angewandte Kunst Heiligendamm Malerei und danach von 1956 bis 1961 bei Klaus Wittkugel und Werner Klemke an der Kunsthochschule Berlin-Weißensee, wo sie mit dem Abschluss als Diplomgrafikerin abging. Seitdem war sie in Berlin als freischaffende Künstlerin tätig.
Der Berliner Kinderbuchverlag hatte sie bereits frühzeitig entdeckt. Allerdings war sie auch für andere Verlage der DDR tätig, wie den Verlag Junge Welt und den Verlag für Lehrmittel Pössneck. Illustrationen und Karikaturen schuf sie auch für die Presse, wie die Jugendzeitschrift Atze, die Kinderzeitschriften ABC-Zeitung und Bummi sowie für Tageszeitungen und andere Zeitschriften. Der Katalog der Deutschen Nationalbibliothek führt fast 200 Publikationen auf, an denen Gürtzig als Illustratorin und Autorin beteiligt war, darunter mehr als 100 Bücher.
Inge Gürtzig war mit dem Gebrauchsgrafiker Erich Gürtzig (1912–1993) verheiratet, der selbst ebenfalls zahlreiche Bücher gestaltete und mit welchem sie auch bei einigen anderen Publikationen zusammen arbeitete oder für Veranstaltungen Kindergärten, Schulen und Bibliotheken besuchte. Ab den frühen 1980er Jahren gab es jährliche Sommeraufenthalte im Ostseebad Ahrenshoop auf Fischland-Darß-Zingst der Gürtzigs, wo man auch künstlerisch tätig war. Auch das Buch „Darßwandern. Aus dem Tagebuch einer Ahrenshooper Wanderleiterin“ von Ursula Brandt wurde vom Ehepaar Gürtzig illustriert.
Ein umfangreiches Depositum künstlerischer Arbeiten Inge Gürtzigs befindet sich in der Kinder- und Jugendbuchabteilung der Staatsbibliothek zu Berlin.

## Fotografische Darstellung Inge Gürtzigs
- Barbara Morgenstern: Inge Gürtzig (1979)[6]

## Werk (Auswahl)
- „Zirkus“ (Kinderbuchverlag, 1959)
- „Guten Morgen, Annegret“ (Kinderbuchverlag, 1962)
- „Backe, backe, Kuchen“ (Kinderbuchverlag, 1963)
- „Klaus und sein Traktor“ (Verlag Heling, 1963)
- „Hamster Dickbauch“ (Verlag für Lehrmittel Pössneck, 1988)
- „Die Geschichte vom Regenbogen“ (Verlag für Lehrmittel Pössneck, 1989)
- „Lirum-Larum-Löffelstiel. Kochbuch für Kinder“ (Verlag für Lehrmittel Pössneck, 1989)
- Ursula Brandt: „Darßwandern. Aus dem Tagebuch einer Ahrenshooper Wanderleiterin.“ (1997)
- „Mein lustiges Staubuch. Rätsel und Spiele für unterwegs“ (Buchverlag Junge Welt, 2005)
- „Kreuzworträtsel: Rätselspaß für Kinder“ (2008)
- „Allerlei über Tiere“ (Eulenspiegel-Kinderbuchverlag, 2015)

## Ausstellungen (unvollständig)
- 1965: Berlin, Deutsche Akademie der Künste („Junge Künstler. Gebrauchsgraphik“)
- 1979: Berlin, Ausstellungszentrum am Fernsehturm („Buchillustrationen in der DDR. 1949–1979“)
- 1979 und 1982: Berlin, Bezirkskunstausstellungen (Gebrauchsgrafik)